# Wolfgang Lutz
Pour les articles homonymes, voir Lutz.
Wolfgang Lutz, né le 27 mai 1913 et mort le 17 septembre 2010, est un médecin et nutritionniste autrichien.
Wolfgang Lutz a étudié la médecine à Vienne et à Innsbruck avant de recevoir son habilitation universitaire à l’université de Vienne en 1943. Après la Seconde Guerre mondiale, il a travaillé comme interniste à Salzbourg.
Comme il le rapporte dans son livre Leben ohne Brot (La Vie sans pain), il a subi, au cours des années, un certain nombre de problèmes de santé, y compris une arthrose de la hanche, la polyarthrite rhumatoïde et le syndrome de fatigue chronique. Il rapporte qu’il n’a pu résoudre ces symptômes qu’en passant à un régime faible en glucides avec 6 unités de pain par jour, soit environ 72 grammes de glucides) pour les guérir ou stabiliser leur progression.
Lutz a ensuite développé une théorie générale qu’il a publiée dans diverses publications et dans son livre Leben ohne Brot (1967). Il a affirmé avoir traité, au cours de ses quelque 40 ans de pratique, plus de 10 000 patients avec son régime alimentaire et avoir ainsi guéri de nombreuses maladies chroniques, y compris la maladie de Crohn, la colite ulcéreuse, les troubles d’estomac, la goutte, le syndrome métabolique, l’épilepsie et la sclérose en plaques.
Lutz a reçu, pour ses travaux, le prix de la Royal Society of Medicine ainsi que le Freedom of the City of London Award. Il a eu cinq enfants et a vécu au cours des dernières décennies avec sa troisième épouse, Helen Paula à Londres et Graz.

## Sources
- (en) Valerie Waters, « Wolfgang Lutz obituary », The Guardian, 29.11.2010
- Notices d'autorité :   - VIAF
  - ISNI
  - LCCN
  - GND
  - Pologne
  - NUKAT
  - WorldCat